# جامع (حديث)
الجامع في مصطلح المحدثين هو كتاب جمع فيه الأحاديث على ترتيب الأبواب الفقهية أو غيرها كالحروف، فيجعل حديث «إنما الأعمال بالنيات» في باب الهمزة على هذا القياس.